# À Paris dans chaque faubourg
Pour les articles homonymes, voir À Paris et Paris (homonymie).
Clip vidéo
[vidéo] « Lys Gauty - A Paris dans chaque faubourg - film 14 juillet (1933) », sur YouTube
[vidéo] « Patrick Bruel et Danielle Darrieux - A Paris, dans chaque faubourg », sur YouTube
À Paris dans chaque faubourg est une chanson d'amour française, valse musette lente, et chansons sur Paris, des compositeurs Maurice Jaubert et Jean Grémillon, sur des paroles du réalisateur René Clair,, pour la musique de son film 14 juillet de 1933,, interprétée par Lys Gauty.

## Histoire
Cette chanson d'amour, sur des airs de valse musette lente, à la fois joyeuse et nostalgique, est créée et enregistré sur disque 78 tours en 1933, par Lys Gauty, pour la musique du film 14 juillet, de René Clair « À Paris quand le jour se lève, à Paris dans chaque faubourg, à vingt ans on fait des rêves, tout en couleur d'amour, comme un espoir infini... »,.

## Reprises et adaptations
Ce tube d'entre-deux-guerres est repris ou adapté par de nombreux interprètes, dont : 
- 1957 : Colette Renard (album Chante Paris)
- 1961 : Tony Murena (à l'accordéon, album Valses De Paris)
- 1963 : Zizi Jeanmaire (album Zizi Jeanmaire chante Paris)
- 1964 : Yves Montand (album Le Paris De...)
- 1966 : Maurice Chevalier (album Chevalier chante Paris)
- 1969 : Patachou (album Tour Eiffel)
- 1973 : Lina Margy (album Chansons D' Amour, et Inoubliable Vol 2, 1977)
- 1973 : Marcel Mouloudji (album Paris est une fête)
- 1980 : Georges Brassens (album Georges Brassens chante les chansons de sa jeunesse)
- 1982 : Jacques Bertin (album Changement De Propriétaire)
- 1988 : Francis Lemarque (album A La Découverte De La Chanson Populaire)
- 1997 : Lambert Wilson (album Démons & merveilles)
- 2002 : Patrick Bruel et Danielle Darrieux (album Entre deux)

## Au cinéma
- 1933 : 14 juillet, de René Clair, interprétée par Lys Gauty